# Coracias caudatus
La ghiandaia marina pettolilla (Coracias caudatus Linnaeus, 1766), è un uccello della famiglia Coraciidae.

## Distribuzione e habitat

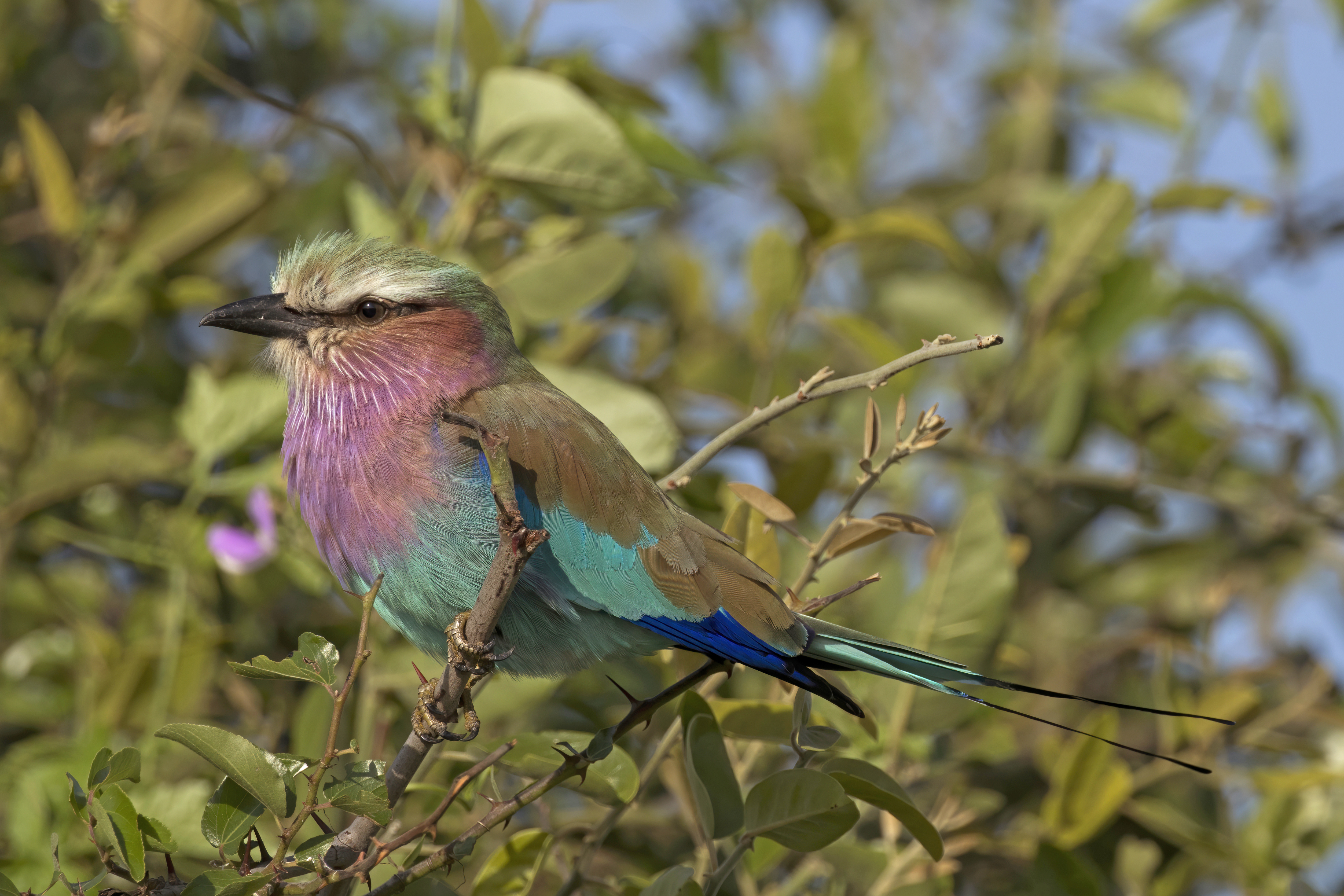
L'uccello nel parco nazionale di Chobe, in Botswana.

Frequente nell'Africa subsahariana e nella parte meridionale della Penisola araba, preferisce ambienti di boscaglia aperta e savana. Solitamente si trova sola o in coppia, spesso appollaiata sulla cima di alberi, pali, o comunque posizioni elevate dalle quali avvistare insetti, lucertole, scorpioni, chiocciole, piccoli uccelli e roditori al suolo.

## Biologia
Nidifica in buchi naturali negli alberi, dove depone 2-4 uova che vengono accudite da entrambi i genitori, che possono diventare estremamente aggressivi in difesa del nido, riuscendo ad allontanare anche uccelli rapaci. Durante la stagione riproduttiva, il maschio si esibisce in esibizioni di volo, salendo ad elevate altezze per poi lanciarsi in acrobatiche picchiate. La colorazione è simile in entrambi i sessi. Nei soggetti giovani non sono presenti le lunghe penne caudali.